# 진 문공
진 문공(晉文公, 기원전 697년 ~ 기원전 628년, 재위 : 기원전 636년 ~ 기원전 628년)은 진나라의 제24대 공작이다. 성은 희(姬), 휘는 중이(重耳), 시호는 문공(文公)으로, 진 헌공의 아들이다. 헌공의 뒤를 잇지 못한 채 진나라를 떠나 19년간 전국을 유랑하였다. 유랑하는 동안 그의 인덕과 능력이 눈에 띄어 많은 명성을 얻었으며, 결국 타국의 도움을 받아 진나라에 돌아와 왕위에 올랐다.
기원전 636년 자리에 올라 죽을 때까지 집권하였으며, 각종 개혁정책과 군사활동으로 인해 춘추오패의 한 사람으로 꼽힌다.

## 생애

### 진나라의 공자
중이의 가계는 원래는 진나라(晉) 방계 왕족이였지만, 무공(武公) 때 직계 왕족을 멸하고 스스로 진나라 공이 되었다. 중이는 무공의 아들 헌공(獻公)과 적족의 여인 호희(狐姬)의 사이에서 태어났다. 헌공의 아들 중에 중이 외에, 태자였던 형 신생(申生, 중이와는 이복형), 남동생인 이오(夷吾, 후의 혜공, 중이의 친동생)등이 있었다.
젊을 때부터 인재를 좋아하여, 17때에 조쇠(趙衰), 호언(狐偃), 가타(賈佗), 선진(先軫), 위주(魏犨)를 부하로 삼았다. 이들은 후에 중이의 패업을 크게 돕게 된다. 또 몸집이 커, 아버지가 태자였을 무렵부터 이미 성인의 체격을 하고 있었다.
신생, 중이, 이오도 명성 높았지만, 헌공의 총희인 여희(驪姬)는 자신의 아들 해제를 후계자로 하려고 음모를 꾸미고 있었다. 그 일환으로 중이는 변방으로 보내져 수도로부터 멀리 떨어져 있었다. 더욱 여희는 함정을 파서 아버지 독살 미수가 오명을 씌워 신생을 자살시켰다. 중이에 대해서도 환관을 파견하고 자살을 강요했다. 중이는 이것을 옳지 못다고 하여 도망을 도모하였고, 어머니의 출신지인 적(狄)으로 망명에 성공하였다. 이오도 측근과 함께 국외에 망명했다.
적에 망명했을 때, 중이는 이미 43세였다. 망명 기간 때, 적의 자매 중 언니(누나)를 중이에게 시집보내고, 여동생을 조쇠에게 시집을 보냈다.
적으로의 망명 5년째 헌공이 사망하였다. 여희 등에 의해서 해제와 그 동생 탁자가 진나라 군위에 오르지만, 그 직후에 이극(里克)등의 쿠데타에 의해 여희 일파들은 몰살되었다. 이극은 중이를 진나라의 임금으로서 맞아들이려고 사자를 보냈지만, 중이는 살해당하는 것을 무서워하여 오지 않았다. 그 다음에 요청된 이오는 받아 들여 귀국하여, 진나라 임금이 되어 혜공이 된다.
혜공은, 아직도 인기가 높고, 스스로의 정도를 위협할 수 있는 중이를 후환으로 보았다. 혜공은 이극 등 중이파라고 해당하는 인물을 숙청하였고, 중이에게 더욱 많은 수의 자객을 보냈다. 그러나 자객이 보내진 것을 알리는 사람이 있고, 중이가 알게 된다. 이것을 들은 중이는 "진에 가까운 소국에 몸을 의지한 채로는 위험하기 때문에, 동방의 대국인 제나라로 가자. 명재상이라고 칭할 수 있었던 관중도 죽었다고 하는가들, 반드시 인재를 요구하고 있을 것이다"라고 말하고는 동쪽으로 여행을 떠났다.

### 방랑 시절
출발에 임하여 중이는 적족 부인에게, "나를 25년 기다려보고 그 후에도 돌아오지 않으면 재혼하시오."라고 하였고, 아내는 웃으며 "25년정도 기다리면 나의 무덤에 심은 측백 나무도 커지고 있겠지요. 그렇지만 저는 당신을 기다리고 있습니다" 라고 대답했다.
일행은 우선 위나라(衛)를 목표로 했다. 위나라 공은 일행을 환영하지 않았고, 일행은 오록(五鹿)이라고 하는 땅에서 먹을 것이 떨어져 현지의 농민에게 음식을 구걸하였다. 농민은 그릇에 흙을 담아 냈다. 중이는 격노했지만, 조쇠는 "흙을 얻었다고 하는 것은, 이 땅을 얻는 것입니다. 참으십시오."라고 하여 중이는 그대로 했다.
그러한 일이 있으면서도 여행을 계속하여 일행은 동쪽의 제나라에 가까스로 도착했다. 환공은 초라한 망명 공자에 지나지 않는 중이에게 20승의 마차를 주고, 또 딸을 중이에게 시집 보내고 많은 환대를 했다.
제나라에 있은지 5년이 지나, 그 사이에 환공이 죽었고, 그 후계를 둘러싸고 격렬한 내란이 일어났다. 그 중에 중이는 이미 제나라 아내를 얻어서, 제나라를 떠나려고 생각하지 않게 되었다. 호언, 조쇠등은 중이를 모시고 제나라를 떠나는 것을 계획한다. 이 계획을 중이의 아내(제나라)의 시녀가 몰래 엿들어 아내에게 고하지만, 아내는 누설을 무서워하여서 시녀를 죽이고, 중이에게 빨리 제나라를 떠나도록 재촉했다. 그러나 중이는 듣지 않았다. 거기서 아내는 호언 일행들과 도모하여, 중이가 취하자 수레에 실어 억지로 제나라를 도망쳐 나갔다.
술이 깬 중이는 격노해 호언을 죽이려고 했다. 호언은 "저를 죽여 공자의 대업이 완성된다면 바라던 바입니다."라고 대답했다. 중이가 "일이 완성되지 않았으면 자네를 죽이고 그 고기를 먹겠노라"라고 하였다.
이에 호언은 "일이 완성되지 않으면 제 고기는 썩어서 먹을 수 있는 것은 아닐 것입니다."라고 대답했다.
제나라를 나온 일행은 조나라(曹)에 들어갔지만 또 다시 무례한 취급을 받아 곧바로 출국해 송나라에 들어갔다. 송나라는 당시 초나라와 전쟁에 졌던 바로 직후에서 만났지만, 양공(襄公)은 중이에 대해 국군 예를 가지고 맞이하여 환공과 같이 80 마리의 말을 주어 환대 했다. 그러나 당시의 송나라는 자신들에게 조력할 여유가 없었기 때문에, 일행은 초나라를 의지하기로 했다. 그 도중 , 정나라에 들렀지만, 여기에서도 푸대접을 받았다.
초의 성왕(成王)은 망명 공자 중이를 제후와 같은 격식에서 대접했지만, 희롱하는 마음에 "만약 당신이 나라에 돌아가, 진의 군주가 될면 나에게 무엇을 답례해 줄 수 있소?"라고 물었다. 중이는 "만약 왕과 싸우는 일이 일어나면, 군을 3사(군이 3일에 행군 하는 거리) 물리겠습니다"라고 대답했다. 이것을 들은 성왕의 부하 자옥(子玉)은 망명 공자에 지나지 않는 주제에 초나라 왕을 향해 건방지다라고 분노하여 중이를 죽이려고 했지만, 성왕은 "하늘이 일으키려고 하는 것을 어째서 제지당할까"라고 자옥을 멈추었다.

### 귀국
기원전 637년, 진 혜공이 죽어, 진의 인질로 잡혀 있던 태자 어(圉)가 도망가, 회공(懷公)이 되었다. 인질이 자기 마음대로 도망가자, 진 목공(秦穆公)은 전에 진 혜공에게 은혜를 원수로 받은 것을 회고하면서 크게 화내었고, 중이를 진나라 군주로 세우기 위해 초나라에 머무르던 중이를 불렀다.
12월, 진의 중신들로부터도 청을 받은 중이는, 진나라 군(秦軍) 과 함께 진(晋)나라로 입성한다. 진나라 군(晉軍)은 요격에 나섰지만, 평판이 나쁜 혜공과 그 아들 회공을 따르려고 하는 이는 적고, 중이는 측근의 군대만으로, 다른 대부분의 진나라군(晉軍)은 중이를 뒤따라 진나라군(秦軍)과 함께 진나라 군(晉軍)을 멸했다. 이후 중이는 진나라 군주로 등극한다.(진 문공) 이때 중이의 나이 62세였다. 군주가 된 중이, 즉 문공은 천하 경영에 나선다.

### 패자
기원전 635년 반란이 일어나 도망해 온 주나라 양왕(周襄王)을 보호하여 수도에 일어난 반란을 토벌을 하였다.
기원전 632년 초나라에 공격받은 송나라를 구원하기 위해 군대를 일으킨다. 성왕과 대적했지만 성왕은 운이 나쁘다고 보고 군을 퇴각하였다. 그러나 초나라군 중에서도 자옥만은 물러나지 않고 진나라 군과 결전했다. 싸움이 개시되고 문공은 일전에 성왕과 했던 약속대로 전군을 3사 비켜주었다. 그 후 일단 철퇴하여, 성복의 땅에서 자옥와 대결하여 승리하였다. 이 전투를 성복 전투라고 부르며, 이 일로 문공은 패자의 지위를 얻게 되었다.
기원전 628년에 사망하였다. 혼란이 계속 된 진나라를 안정시키고, 패업을 가져온 공적을 얻어, 시호 중 에서는 최상급인 문(文)을 시호를 얻어 문공이 되었다. 재위 기간은 9년이고 짧은 기간에 패자가 되고, 제 환공과 함께 춘추 오패의 필두이자 논란의 여지가 없는 춘추 오패로 평가받는다.

## 같이 보기
- 조 공공
- 책나라
- 진 회공
- 진 혜공
- 진 헌공

| 전임 조카 진 회공 어 | 제24대 진나라 공작 기원전 636년 - 기원전 628년 | 후임 아들 진 양공 환 |